# Naason Joaquín García
Naason Joaquín García (* 7. května 1969) je mexický náboženský vůdce, vůdce církve Světlo světa (La Luz del Mundo). 
Církev (kterou založil roku 1926 děd současného vůdce Eusebio Joaquín Gonzáles) podle svých údajů pokřtila na celém světě (k roku 2019) 5 000 000 lidí a jenom v Mexiku má 1,8 milionu stoupenců. Při sčítání lidu v roce 2010 se ale k této náboženské skupině přihlásilo jenom něco přes 188 000 Mexičanů. Její vliv byl zaznamenán v USA, zejména v Kalifornii mezi hispánskou komunitou. Roku 2021 byl García souzen za sexuální delikty a obchodování s lidmi, jakož i výrobu dětské pornografie, kterýchžto činů se měl dopustit mezi lety 2015 až 2018. V červnu 2022 uznal před soudem svou vinu. Byl však odsouzen úhrnem k 16 letům a 8 měsícům odnětí svobody.